# Муслиманска освајања
Муслиманска освајања (арап. الغزوات‎, ел-Газават или الفتوحات الإسلامية, ел-Фатухат ел-Исламија) такође позната и као Исламска освајања или Арапска освајања, је назив који у свом традиционалном смислу подразумијевају низ оружаних сукоба, односно освајачких похода које је арапска муслиманска држава, касније позната као Калифат, предузела од свог настанка 620-их до око 750. године, а који су резултирали освајањем целог Блиског истока, Северне Африке, те делова Централне и јужне Азије, односно Кавказа и јужне Европе. Муслиманска освајања су за поседицу имала нагло ширење ислама и његово претварање у једну од највећих светских религија, односно ширење арапског језика, писма и културе као и стварање једног од највећих царстава у историји света, од кога је настао данашњи исламски свет. Муслиманска освајања се обично деле на она за живота пророка Мухамеда (до 632), која су укључивала Арабијско полуострво; она за време прва четири калифа, односно Рашидунског Калифата (632—661) када су освојени Левант, Персија, Египат, Јерменија и Кипар; затим освајања за време Омејадског Калифата када су освојени Северна Африка, највећи део Иберијског полуострва, данашњег Авганистана и Пакистана, као и делови Кавказа и Централне Азије.
Царство створено муслиманским освајањима се распало када је збачена династија Омејада, а на место калифа дошла Абасидска династија, чију су власт, пак преживели Омејади успешно оспорили основавши супарничку државу познату као Кордопски Калифат. Тада су престала муслиманска освајања у ужем/традиционалном смислу речи, иако су касније створене муслиманске државе наставиле у седећим вековима са припајњем територија не-муслиманских држава и тако ширитле ислам, при чему се посебно истакло Османско царство на западу и Могулско царство на истоку.

## Хронологија
Убрзо након смрти пророка Мухамеда 632. године, арапска војска брзо осваја Египат, као и велики део остатка Римског царства на истоку Африке. Хришћани су их испочетка прихватили, верујући да ће њихова владавина бити боља од цариградске.